# Виходи гранітів лизниківського типу
Ви́ходи грані́тів лизникі́вського ти́пу — геологічна пам'ятка природи місцевого значення в Україні. Об'єкт природно-заповідного фонду Житомирської області. 
Розташована в межах Хорошівського району Житомирської області, біля села Лизник (північна стінка кар'єру). 
Площа 4,8 га. Статус отриманий у 1998 році. Перебуває у віданні ВАТ «Лезниківський кар'єр». 
Статус надано для збереження виходів унікального типу граніту високої декоративної якості. Він має нерівномірне насичено-червоне або жовто-гарячо-рожеве забарвлення з чорними вкрапленими зернами біотиту.